# Jamolice

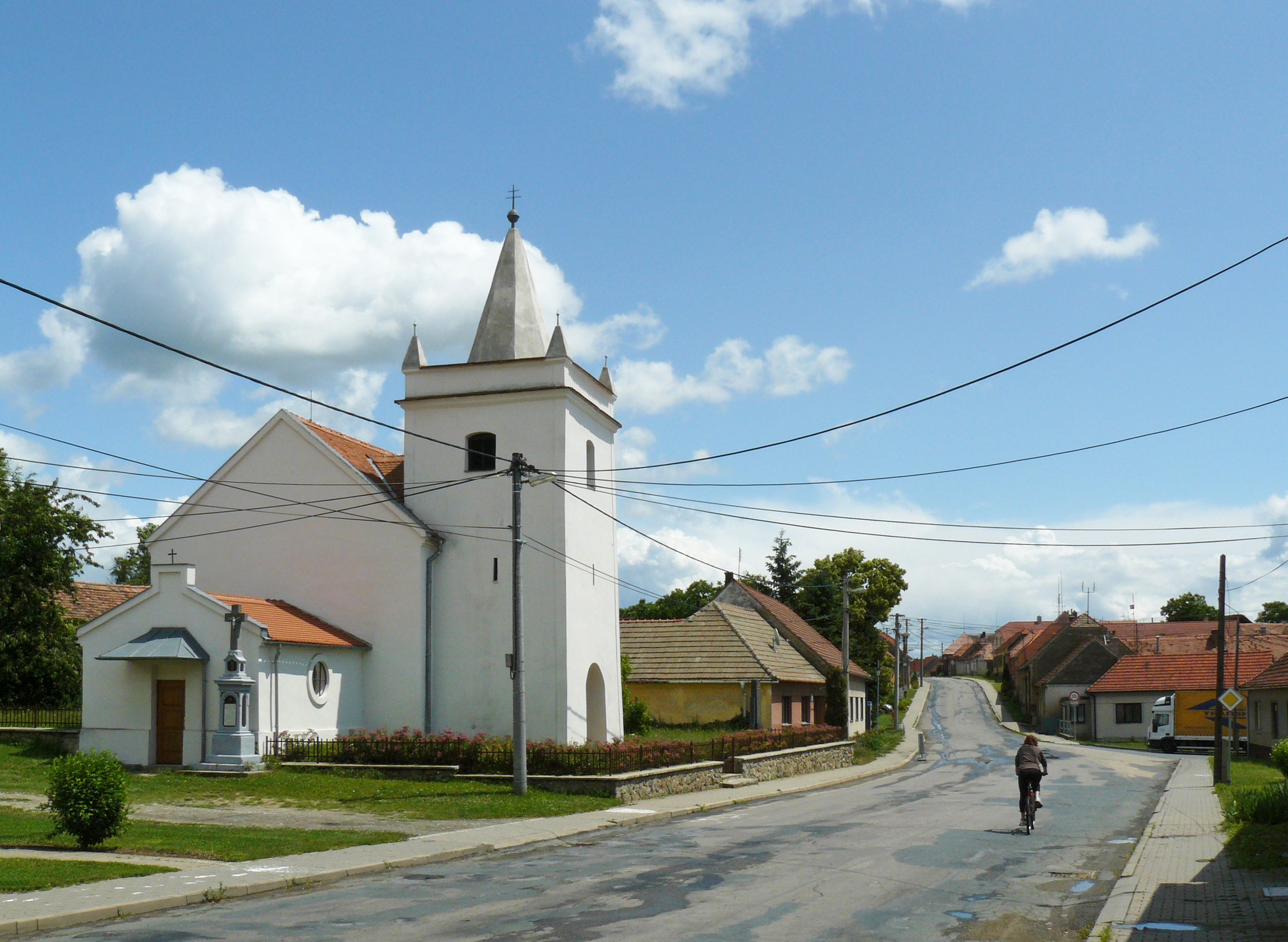
Kirche Mariä Himmelfahrt

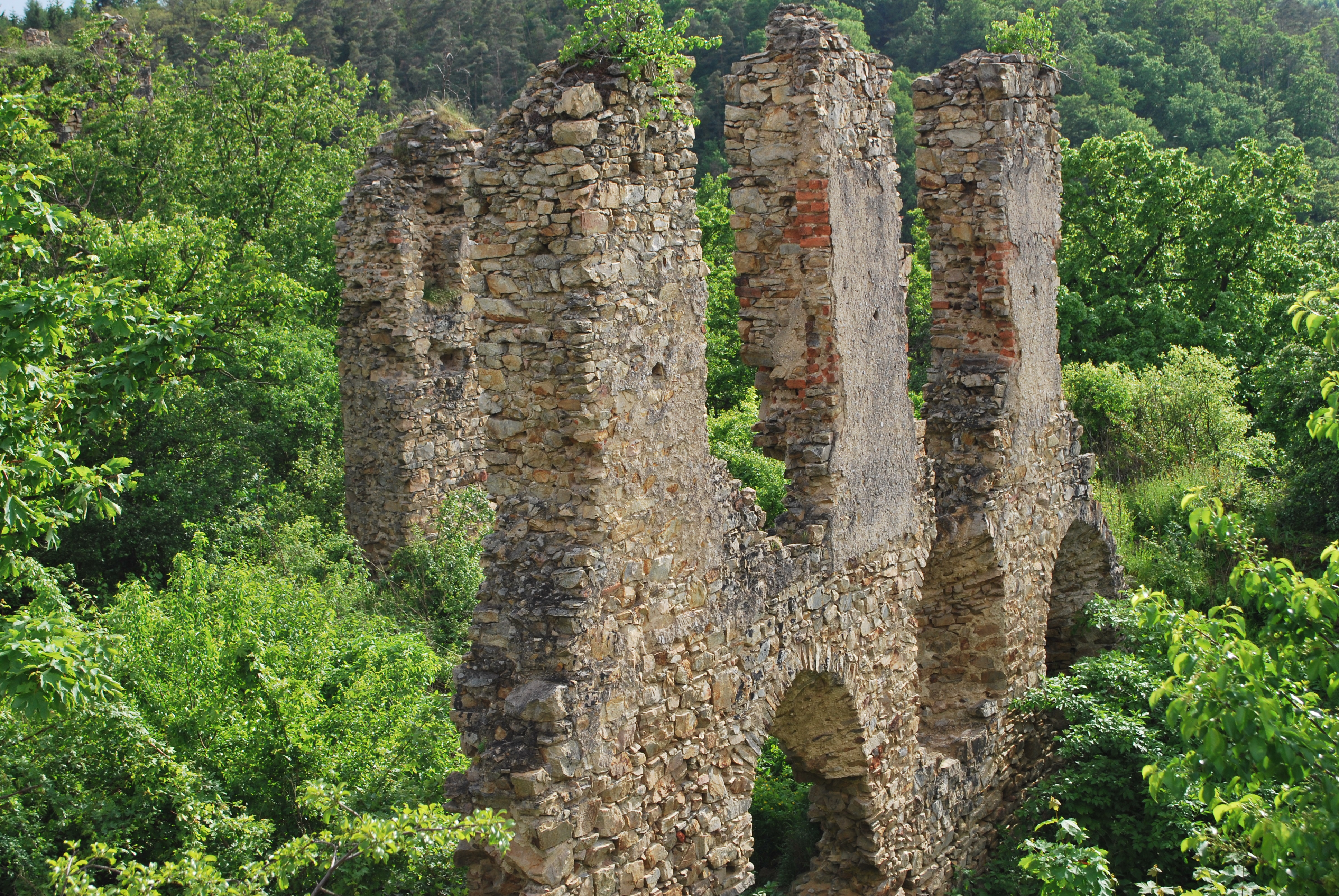
Burgruine Templštejn

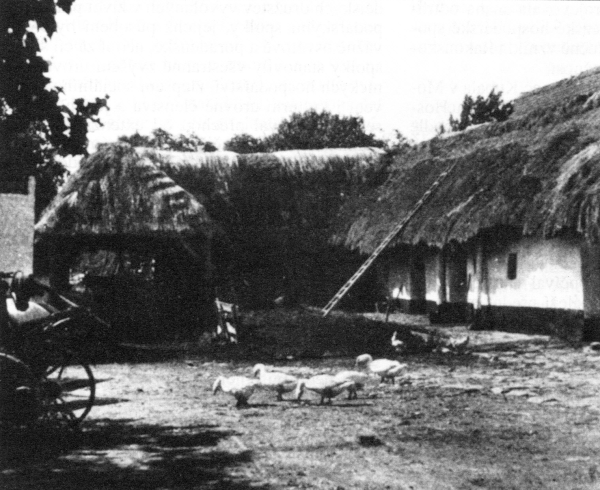
Bäuerlicher Wirtschaftshof, um 1900

Jamolice (deutsch Jamolitz) ist eine Gemeinde in Tschechien. Sie liegt fünf Kilometer nordwestlich von Moravský Krumlov und gehört zum Okres Znojmo.

## Geographie
Jamolice befindet sich auf einer Hochebene der Jevišovická pahorkatina (Jaispitzer Hügelland), einem Subsystem der Böhmisch-Mährischen Höhe. Gegen Norden liegt unterhalb der Burgruine Templštejn das tief eingeschnittene Tal der Jihlava. Durch das Dorf fließen die Bäche Lázeňský potok und Remíz, die beide südlich in den Dobřínský potok (Dobrzinsker Bach) münden. Nördlich erhebt sich der Vrabčí kopec (389 m n.m.), im Nordosten die Záklaty (384 m n.m.), östlich der Špilberk (361 m n.m.), im Südosten der Příčník (Gerichtsberg, 364 m n.m.), westlich der Velký kopec (392 m n.m.) und die Hájky (391 m n.m.) sowie im Nordwesten der Havran (396 m n.m.). Durch Jamolice führt die Staatsstraße II/152 zwischen Ivančice und Hrotovice; südwestlich verläuft die Anschlussbahn zum Kernkraftwerk Dukovany durch das Tal des Dobřínský potok. 
Nachbarorte sind Lhánice und Senorady im Norden, Biskoupky und Hrubšice im Nordosten, Řeznovice und Polánka im Osten, Moravský Krumlov im Südosten, Dobřínsko im Süden, Dolní Dubňany im Südwesten, Horní Dubňany und Dukovany im Westen sowie Mohelno im Nordwesten. 

## Geschichte
Nachdem König Wenzel I. im Jahre 1232 den Tempelherren die Errichtung von Niederlassungen in Böhmen und Mähren bewilligt hatte, gründete der Orden in Gemoliez eine Kommende. Wenig später wurde eine Kirche und Pfarrei errichtet. Die erste schriftliche Erwähnung der Kommende erfolgte 1242 als Bohuslav von Buková den Tempelherren in Gomolitz seinen Hof in Olsze mit fünf Huben Land zum Dank für seine Rettung während des Mongolensturmes im Jahre 1241 durch den Tempelritter Kuno schenkte. Stephan von Medlov kaufte den Tempelherren 1243 die fünf Huben ab und überließ diese dem von ihm gegründeten Nonnenkloster in Doubravník. Im Jahr darauf brach wegen des Grundbesitzes in Olsze ein Streit zwischen der Kommende und dem Kloster aus, in dem Papst Innozenz IV. schlichtend eingreifen musste. Bischof Bruno von Schauenburg  bestätigte im Jahre 1279 der Kommende Gomolitz den Besitz der Güter und Kirchpatronate in Ober-Dubin, Tokkowan und Bohuzlawitz.
Sein Nachfolger, Bischof Theoderich von Neuhaus, bestätigte der Kommende zwei Jahre später auch den Besitz der Pfarrei Gomolitz. Wenig später erwarben die Tempelherren von der Zisterzienserinnenabtei Oslawan das Dorf Poppitz. In dieser Zeit errichtete der Orden auf einem doppelten Felsgipfel über dem Jihlavatal die mächtige Burg Tempelstein und verlegte nach deren Fertigstellung die Kommende dorthin. Die erste Erwähnung als Kommende Tempelstein erfolgte am 16. Juli 1298. Nach 1303 finden sich keine Nachrichten mehr über die Templerkommende. Die in der Literatur zu findende Annahme, die Tempelherren hätten die Tempelsteiner Güter an den Johanniterorden veräußert, ist nicht urkundlich belegbar. Nach der Aufhebung des Templerordens im Jahre 1312 erwarb Berthold Pirkner von Pirkenstein die Herrschaft Tempelstein. Drslaw und Johann von Schellenberg verkauften die Tempelsteiner Güter 1379 an Heinrich von Leipa, der sie seiner Herrschaft Krumlov zuschlug. Nach der Schlacht am Weißen Berg wurden 1621 sämtliche Güter des Berthold Bohuslaw (Bohubud) von Leipa, der ein Anführer der mährischen Stände war, konfisziert. 1625 erwarb Gundaker von Liechtenstein die Herrschaft Krumlov, die danach fast 300 Jahre im Besitz des Hauses Liechtenstein verblieb. 1746 wurde die Pfarrei Jamolice aufgehoben und an die Pfarrei Dobřinsko angeschlossen. Im selben Jahre entstand die erste Schule in Jamolice. 1804 errichtete die Gemeinde mit Unterstützung durch Moritz von Liechtenstein ein neues Schulhaus, das aber keinen langen Bestand hatte. Im Jahre 1822 zerstörte ein Großfeuer das gesamte Dorf. Bei Wiederaufbau des Dorfes entstand ein neues Schulgebäude.
Im Jahre 1835 bestand das im Znaimer Kreis gelegene Dorf Jamolitz bzw. Jamolice aus 66 Häusern, in denen 405 Personen lebten. Im Ort gab es die Tochterkirche Mariä Himmelfahrt und eine Schule. Pfarrort war Dobřinsko. Bis zur Mitte des 19. Jahrhunderts blieb Jamolitz der Fideikommiss-Primogeniturherrschaft Mährisch-Krummau untertänig.
Nach der Aufhebung der Patrimonialherrschaften bildete Jamolice / Jamolitz ab 1849 eine Gemeinde im Gerichtsbezirk Kromau. Ab 1869 gehörte das Dorf zum Bezirk Kromau; zu dieser Zeit hatte das Dorf 471 Einwohner und bestand aus 84 Häusern. 1886 wurde die Gemeindebibliothek eingerichtet. Nach mehreren Großbränden im 19. Jahrhundert wurde 1896 eine Freiwillige Feuerwehr gegründet. Im Jahre 1900 lebten in Jamolice 570 Personen; 1910 waren es 604. Beim Zensus von 1921 lebten in den 123 Häusern der Gemeinde 650 Personen, darunter 648 Tschechen. Im Jahre 1930 bestand Jamolice aus 150 Häusern und hatte 644 Einwohner. Nach der deutschen Besetzung wurde die Gemeinde 1939 in den Gerichtsbezirk Eibenschütz und den Kreis Brünn-Land umgegliedert; bis 1945 gehörte Jamolice / Jamolitz zum Protektorat Böhmen und Mähren. Nach dem Kriegsende erfolgte die Wiederherstellung der alten Bezirksstrukturen. Im Jahre 1950 hatte Jamolice 576 Einwohner. Im Zuge der Gebietsreform und der Aufhebung des Okres Moravský Krumlov wurde die Gemeinde am 1. Juli 1960 dem Okres Znojmo zugewiesen. Beim Zensus von 2001 lebten in den 187 Häusern von Jamolice 446 Personen.

## Sehenswürdigkeiten
- Kirche Mariä Himmelfahrt, sie entstand im 13. Jahrhundert und besitzt einen spätromanischen Kern. Zum Ende des 15. Jahrhunderts wurde der Kirchturm angebaut. Bei einem Umbau wurde Anhang das 17. Jahrhundert das ursprünglich mit einer Flachdecke versehene Kirchenschiff überwölbt, außerdem erfolgte der Anbau der Sakristei. Im Jahre 1818 wurde die Kirche umgestaltet, sie erhielt einen neuen Eingang und zusätzliche Fenster.
- Burgruine Templštejn, erbaut zwischen 1281 und 1298 durch die Tempelherren, seit den Anfang des 16. Jahrhunderts liegt sie wüst.
- Naturreservat Pod Havranem, an der Jihlava
- Naturreservat Templštejn, an der Jihlava
- Naturdenkmal Černice
- Naturdenkmal Bílá skála u Jamolic